# 日本出版美術家連盟
一般社団法人日本出版美術家連盟（にほんしゅっぱんびじゅつかれんめい、Japan Publication Artist League）は、雑誌・書籍・新聞などの挿絵、プラモデルの箱絵などを描く美術家の団体。略称は、「JPAL」または「出版美」。
1948年4月の発足当時の名称は、出版美術家連盟。
小説の挿絵画家が発起人の多くを占めた。岩田専太郎、鴨下晁湖、宮尾しげを、田河水泡、田中比佐良、小野佐世男、富田千秋、川原久仁於、田代光、嶺田弘、清水三重三、細木原青起、寺本忠雄、須藤しげる、梁川剛一が発起人メンバー。
連盟に所属する300名を越える物故作家を中心に、明治以降の挿絵文化を築いた挿絵画家の画業を研究し、世界に紹介する（『粋美挿画』の発行など）。
連盟展などの活動を通じて、イラストレーションの新しい可能性を提案し、発展させてゆくことを目指している。
日本美術著作権連合（略称：美著連）に設立当初（昭和40年）から所属し、美術著作権を擁護し、重要性を啓蒙する活動を続けている。

日本美術著作権連合の構成団体
（一社）日本美術家連盟、（公社）日本グラフィックデザイナー協会、（一社）日本児童出版美術家連盟、（一社）日本図書設計家協会、（一社）日本理科美術協会、（一社）日本出版美術家連盟、（一社）東京イラストレーターズ・ソサエティ
＊同連合は、著作者の権利を守るために文化庁や経済産業省に働きかけている。

## 沿革
- 1948年4月、「出版美術家連盟」発足。
- 1953年、文芸美術国民健康保険組合の創設に参加。
- 1965年、日本美術家連盟、日本漫画家協会、日本理科美術協会、日本童画家協会、日本児童出版美術家連盟とともに、日本美術著作権連合を設立[2]。
- 2000年、第1回連盟「理事展」開催。同年、第15回５人展「艶」展[3]開催。
- 2001年、連盟「ｍ.ｍ」展[3]開催。
- 2003年、出版美術家「麗」展[3]開催。
- 2005年、第20回連盟５人展「艶」[3]開催。
- 2008年、第23回連盟５人展「艶」[3]、第39回 日本出版美術家連盟展　開催。
- 2009年、第40回 日本出版美術家連盟展　開催。
- 2010年、第41回 日本出版美術家連盟展　開催。
- 2011年、第42回 日本出版美術家連盟展、粋美挿画展　開催。
- 2012年、粋美挿画展 2012、第43回 日本出版美術家連盟展　開催。
- 2013年、第44回 日本出版美術家連盟展　開催。
- 2014年、粋美挿画展 2014、第45回 日本出版美術家連盟展　開催。
- 2015年、JPAL紀伊國屋展2015、第46回 日本出版美術家連盟展　開催。
- 2016年、JPAL紀伊國屋展2016、日本挿絵大賞2016、JPAL紀伊國屋展2016 in NEW YORK、JPALニューヨーク凱旋展　開催。
- 2017年、一般社団法人　日本出版美術家連盟となる。
- 2018年、一般社団法人日本出版美術家連盟　創立70周年記念 『２０１８JPAL展　７０周年記念-「出版」と出版美術』開催。
- 2019年、２月紀伊國屋書店本店にて『本とさし絵。』フェア開催。
- 2024年、1月26日〜14日　大崎のO美術館にて『JPAL挿絵美術展 – 日本出版美術家連盟75年の軌跡』開催